# Fosforen

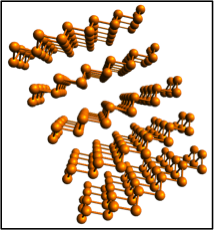
Struktura czarnego fosforu. Widoczne pofałdowane warstwy fosforenu

Fosforen – alotropowa odmiana fosforu, nanomateriał o płaskiej strukturze, analogicznej do grafenu, silicenu i germanenu. Atomy czarnego fosforu w rombowym układzie krystalograficznym tworzą jednoatomowej grubości warstwę (w przeciwieństwie do grafenu pofałdowaną). W sieci krystalicznej atomy połączone są w sześciokąty na podobieństwo plastra miodu, gdzie każdy atom fosforu ma trzy wiązania z sąsiednimi atomami. Ze względu na swoją minimalną grubość fosforen jest uważany za strukturę dwuwymiarową. Niezmiernie małej grubości materiał wykazuje właściwości półprzewodnikowe i jest przedmiotem zainteresowania nauki jako mogący znaleźć rozliczne zastosowania w elektronice i przemyśle.

## Właściwości fizyczne

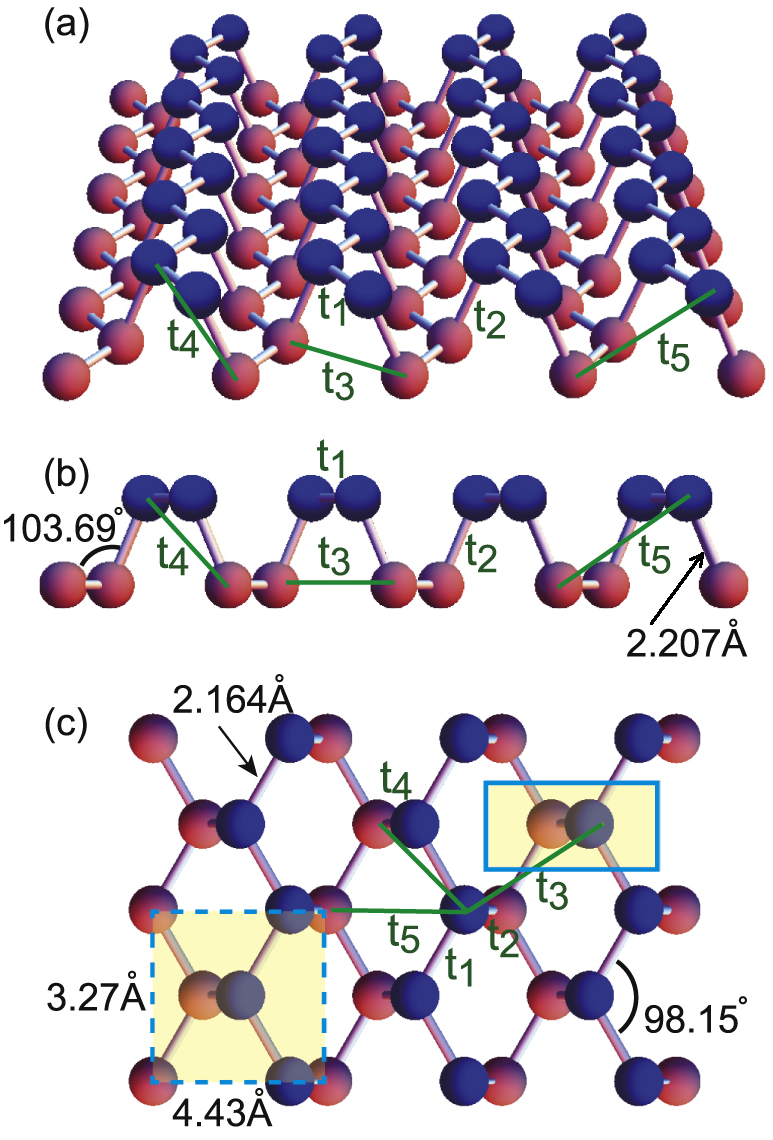
Struktura fosforenu: (a) widok ogólny, (b) przekrój, (c) rzut z góry. Czerwone (niebieskie) kule reprezentują atomy fosforu w dolnej (górnej) warstwie.

Fosforen ma metaliczny połysk i właściwości półprzewodnikowe, gdyż w przeciwieństwie do grafenu, ma niezerową przerwę energetyczną. Służyć może m.in. do wytwarzania cienkich, a przy tym elastycznych układów elektronicznych, które mogą być łatwiej chłodzone niż obecne, wykonywane z krzemu. Na świecie są już prowadzone eksperymenty z takimi układami. Na Politechnice Gdańskiej badane są interakcje fosforenu z materiałami biologicznymi. Jednym z potencjalnych zastosowań jest użycie fosforenu w miniaturowych biosensorach, które mogą znaleźć szerokie zastosowania w biotechnologii i medycynie.

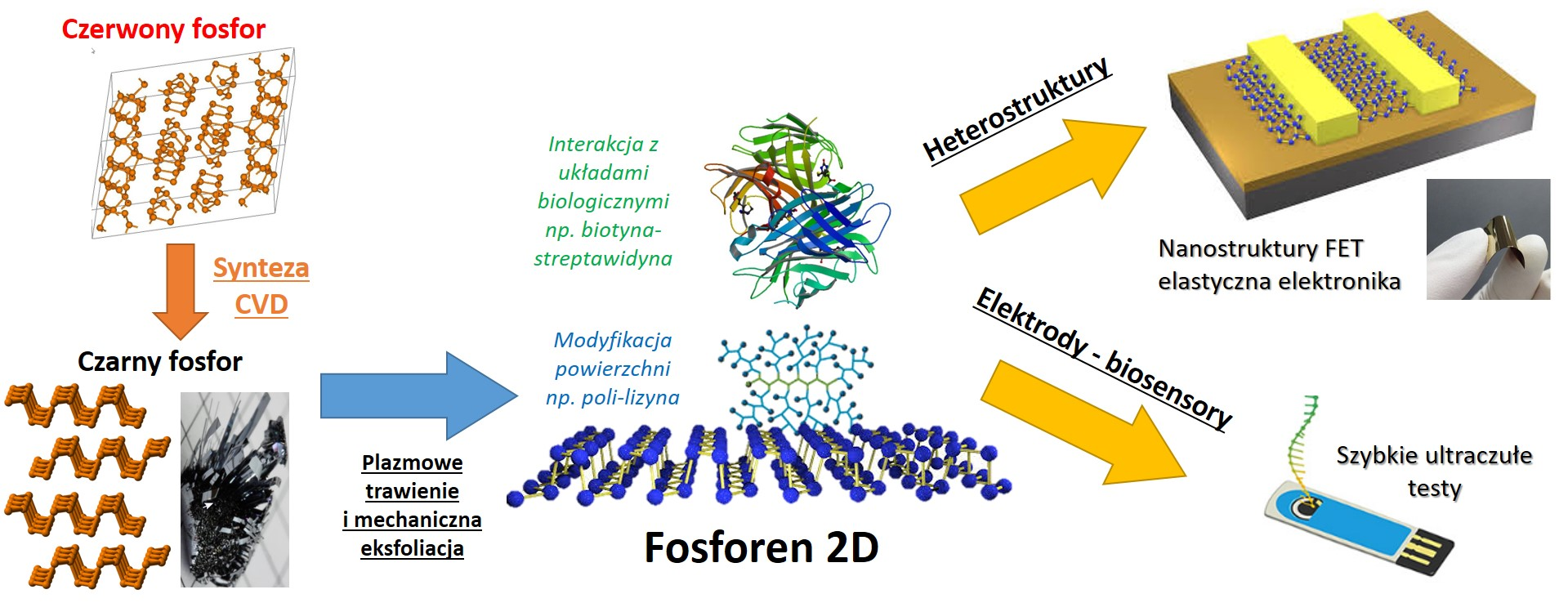
Schemat otrzymywania oraz zastosowania fosforenu w elektronice i biosensorach

## Historia
- Fosfor pierwiastkowy odkrył w 1669 Hennig Brand.
- W latach 60. XX w. dokonano syntezy czarnego fosforu[8].
- W 2014 kilka zespołów naukowców uzyskało monoatomowe warstwy czarnego fosforu, powodując zainteresowanie świata nauki ich właściwościami[9]. Płatki fosforenu zostały wyizolowane za pomocą taśmy klejącej, techniką analogiczną jak zastosowana przez pionierów, którzy w ten sposób uzyskali grafen w 2004[10].